# 関門海峡めかり駅
関門海峡めかり駅（かんもんかいきょうめかりえき）は、福岡県北九州市門司区門司にある平成筑豊鉄道門司港レトロ観光線（北九州銀行レトロライン）の終着駅。九州最北端の駅である。
駅名は、当初ネーミングライツ制度により命名される予定だったが、応募がなく、「船が行き交う関門海峡の大パノラマを楽しむことができる和布刈公園に位置する」という理由により命名された。なお、計画当時の仮駅名は和布刈公園駅であった。
駅横のめかり駅総合案内所で乗車券を販売している。

## 歴史
- 2009年（平成21年）4月26日：開業。

## 駅構造
プラットホーム1面1線を有する有人駅で、指定席の発売も行う。当路線の終着駅であるが、線路はこの先、旧北九州市港湾局の田野浦公共臨港鉄道の雨ヶ窪駅跡を経て瀬戸町車庫まで回送線として使用されている。駅横にはEF30形電気機関車とオハフ33形客車が保存されている。

## 駅周辺

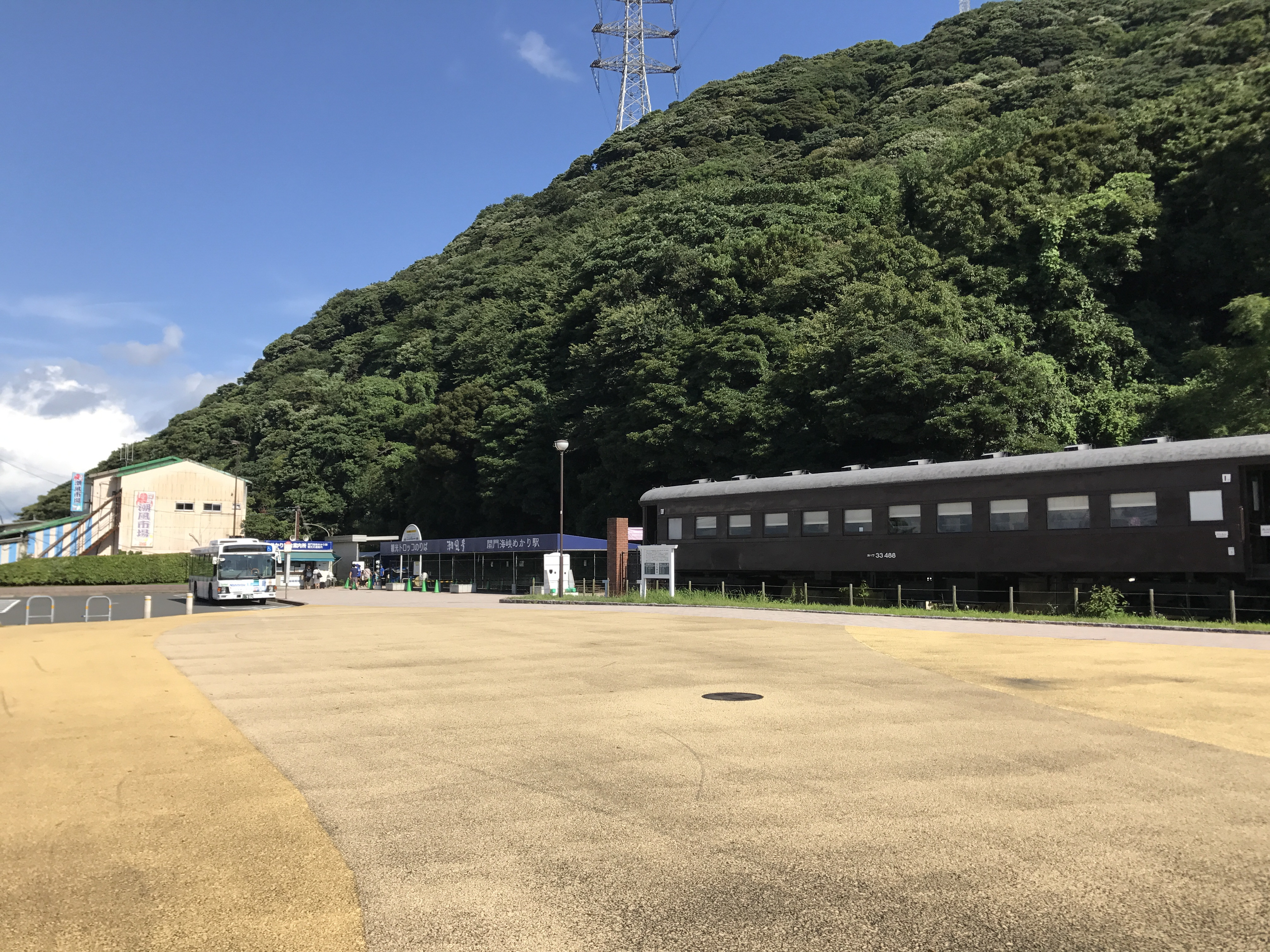
駅遠景（左奥にバス乗り場、右奥にオハフ33形客車（静態保存）が写る）

九州の北端に近く（ただし最北端はこれより東側の太刀浦海岸）、道路を挟んで目の前に関門海峡が見える。駅西側は和布刈公園・和布刈神社などがある。駅東側はガスタンクなどが建ち並ぶ。
駅の真下を山陽新幹線新関門トンネルが通る。
なお、めかりパーキングエリアは隣のノーフォーク広場駅のほうがやや近い。
- 和布刈公園
- 和布刈神社
- 関門橋 門司港インターチェンジ
- 関門トンネル人道入口
- 西鉄バス北九州「和布刈」停留所 - 74番 戸畑渡場行き

## 隣の駅
平成筑豊鉄道
■門司港レトロ観光線（北九州銀行レトロライン）
ノーフォーク広場駅 - 関門海峡めかり駅